# The Crow: City of Angels
The Crow: City of Angels es una película de acción de 1996 y secuela de la cinta de culto The Crow. Fue dirigida por Tim Pope. Ninguno de los actores de la cinta original reinterpretó sus papeles en esta película.

## Argumento
En una zona de Los Ángeles donde el narcotraficante Judah Earl (Richard Brooks) controla todo, el mecánico Ashe Corven (Vincent Pérez) y su hijo de ocho años de edad, Danny (Eric Acosta), accidentalmente presencian a la banda de matones de Judah asesinar a un traficante. Los hombres de Judah capturan a Ashe y Danny y tras torturarlos son atados, acribillados y sus cuerpos arrojados al fondo del mar en el muelle.
Más tarde, una joven tatuadora llamada Sarah (Mia Kirshner), quien ha estado teniendo sueños acerca de Ashe y Danny, un día es visitada en su apartamento por un cuervo, comprendiendo que se repetirá la historia que vivió en su infancia cuando Eric Draven volvió de la tumba para vengarse de quienes lo asesinaron a él y su novia. Sarah sigue sus premoniciones hasta el muelle durante la noche del Día de Todos los Santos, y presencia la resurrección de Ashe. 
Sarah lo lleva a su apartamento y le explica que ha sido resucitado para tener la oportunidad de castigar a quienes lo mataron y así vengar a Danny; posteriormente usa las pinturas de Danny para imitar la forma en que Eric Draven (Brandon Lee) maquillaba su cara. Un rato después Ashe hace la primera visita a Spider-Monkey (Vicente Castellanos), en su laboratorio de drogas y lo interroga acerca de quién más estuvo involucrado en sus muertes. Posteriormente, lo asesina incendiando el lugar lleno de químicos inflamables con él dentro creando una onda expansiva que hace que los escombros formen la silueta de un cuervo. 
Judah tiene a su servicio una profetisa ciega llamada Sybil (Tracey Ellis), quien ha vaticinado la presencia de Ashe y sabe que se trata de una fuerza sobrenatural que marca a sus presas con la silueta del cuervo; Curve (Iggy Pop), líder de los matones de Judah, descubre que el cuervo dibujado en la explosión es idéntico a un tatuaje suyo, lo que lo asusta. Ashe va tras otro de los lacayos de Judah, un pervertido llamado Nemo (Thomas Jane), a quien localiza en un local para adultos y le arranca los ojos en castigo por filmar cómo él y su hijo eran asesinados. Posteriormente lo mata y deja en su boca un papel con el símbolo del cuervo. 
Luego regresa donde Sarah mientras ella dibuja en un cuadro, Ashe (Vincent Pérez) mira su dedo y nota el anillo que Eric le obsequió para que lo recuerde, él le pregunta si esta comprometida a lo que Sarah dice que es de su mejor amigo Eric Draven (Brandon Lee), Ashe le dice en donde se encuentra Eric a lo que Sarah (Mia Kirshner) le responde que está en un lugar a salvo, Ashe le pregunta a Sarah que será de él después de acabar con los matones, ella menciona que regresará al más allá a lo que Ashe dice y si no esta dispuesto a volver y quiere quedarse por ella, dejando sorprendida a Sarah.
Judah deduce que la artista que tatuó a Curve, Sarah, debe estar relacionada con el asesino de sus hombres y ordena que la busquen. Mientras, Ashe persigue a Curve por las calles y tras atraparlo lo asesina y arroja a un río cercano, donde las flores que la gente ha tirado al agua flotan formando el símbolo del cuervo alrededor del cadáver.
Una mujer llamada Kali (Thuy Trang) intenta emboscar a Ashe en el apartamento de Sarah, pero mientras que ambos luchan descubre que sus ataques resultan ineficaces debido a la inmortalidad de Ashe; pronto el hombre recuerda que fue Kali quien mató a Danny, por lo que la arroja por una ventana al vacío; al golpearse contra el pavimento, la sangre de Kali se desparrama en forma de un cuervo.
Sybil determina que el enlace con el Cuervo que acompaña a Ashe es la fuente de sus poderes, por ello Judah captura a Sarah para elaborar un plan contra Ashe y robarle su poder. Tal como Judah esperaba, el ave llega a su guarida para mostrar a Ashe por medio de su visión compartida que Sarah ha sido secuestrada mientras que el joven se dirige a rescatarla así como Eric lo hizo, Judah captura al ave, la crucifica en una mesa y la sacrifica. Posteriormente bebe su sangre y la usa para pintar su rostro, robando así los poderes e inmortalidad de Ashe.
Sin la protección del cuervo Ashe llega al escondite del criminal para llegar a Sarah, siendo sobrevolado por centenares de cuervos. Allí ambos se enfrentan pero no es rival para Judah, quien se divierte torturándolo. Mientras, Sybil libera a Sarah y le explica que los cuervos son las almas de los vengadores que precedieron a Ashe, llorando a las personas que han perdido y que ahora han venido por Ashe; tras esto le da a Sarah un arma y la deja ir para ayudar a Ashe. 
Sarah apuñala a Judah y aunque no puede lastimarlo logra que suelte a Ashe, quien ve cómo Judah la apuñala en el estómago. En un ataque de ira Ashe empala a Judah contra una barra de metal inmovilizándolo, cosa que preocupa al criminal debido a su inmortalidad. Sin embargo Ashe ordena a la bandada de cuervos que ataquen a Judah y estos se arrojan sobre él y lo devoran. 
Ashe regresa con Sarah, la sostiene en sus brazos y mientras ella muere la abraza con un profundo sentimiento de tristeza por su partida, se la lleva y coloca su cuerpo en el santuario de la iglesia del vecindario tras despedirse de ella; Ashe regresa a la muerte, para reunirse con su hijo ahora que Judah y sus secuaces han muerto, Sarah se reúne con Eric y su pareja, también permitiendo que se encuentre con Ashe y su hijo Danny y todos se unan en el más allá.

## Producción
Tras el éxito de El Cuervo Miramax encargó una secuela, y la producción comenzó en agosto de 1995. Los Hermanos Weinstein ofrecieron la dirección a Tim Pope por su trabajo en el cortometraje "Phone" realizado en 1991. David S. Goyer fue contratado para escribir el guion. Queriendo evitar comparaciones con la primera película y Brandon Lee, Goyer intentó en un principio hacer que el personaje de Sarah regresara como otro "Cuervo". Otra de las ideas fue ambientar la película en la Inglaterra del siglo XIX. Finalmente fue decidido que la historia estaría centrada en dos hermanos, Ashe y Dany, que fueron asesinados en Los Ángeles, siendo Ashe el que es resucitado para vengar sus muertes. El guion original también intentaba regresar a dos de los villanos de la primera película, Grange y Top Dollar, revividos para combatir a Ashe. Goyer no estaba complacido con la idea de traer de vuelta a Granger y Top Dollar así que se reescribió el libreto para eliminarlos completamente. Alex McDowell, quien trabajó con Pope en varios videoclips, fue contratado como productor de diseño para darle un aspecto característico a la película. McDowell tomó inspiración en la arquitectura art decó de Los Ángeles de los años 1920 a 1940.
Volviendo de la anterior película se encuentran los productores Jeff Most y Edward R. Pressman. Ambos, Goyer y Pope querían crear una película completamente distinta a la primera, más trágica y que los personajes tuvieran un desarrollo más profundo. Mientras trabajaba en la película, Goyer también escribía el guion de la película Dark City que sería dirigida por el director de la cinta original Alex Proyas. La leyenda del punk-rock Iggy Pop (al cual se le había ofrecido el papel de Fun Boy en la primera película) fue contratado como el villano Curve. Tori Amos rechazo el papel de Sarah mientras que Jon Bon Jovi audicionó para el papel de Ashe, que después le fue otorgado a Vincent Pérez, que fue seleccionado por su interpretación en La Reina Margot. Thomas Jane fue seleccionado para el papel del villano Nemo. Mientras que la intención original de los directores y el estudio era crear una película sustancialmente diferente a la primera (por respeto a Brandon Lee), Miramax ordenó que la película fuera reeditada para parecerse lo más posible a su precuela, lo que Tim Pope rechazó y junto con David S. Goyer, renegaron de la película acabada ya que no representaba su visión.

## Reparto
| Personaje            | Actor Original (EE. UU.) | Actor de voz (Hispanoamérica - DVD) |
| -------------------- | ------------------------ | ----------------------------------- |
| Ashe Corven/The Crow | Vincent Pérez            | René García                         |
| Sarah                | Mia Kirshner             | Laura Ayala                         |
| Judah Earl           | Richard Brooks           | Carlos Magaña                       |
| Kali                 | Thuy Trang               | Martha Ceceña                       |
| Curve                | Iggy Pop                 | Alejandro Illescas                  |
| Nemo                 | Thomas Jane              | Herman López                        |
| George               | Vincent Castellanos      | Octavio Rojas                       |
| Danny                | Eric Acosta              | Uraz Huerta                         |
| Noah                 | Ian Dury                 | Federico Romano                     |
| Sybil                | Tracey Ellis             | Gisela Casillas                     |

## Recepción
El Cuervo: Ciudad de Ángeles recibió críticas negativas de los críticos, la principal crítica fue dirigida a lo que fue visto como un refrito y de mala calidad; el notable crítico James Berrardinelli dio a la película dos estrellas. Sin embargo, algunos críticos alabaron las actuaciones de Vincent Pérez y de Iggy Pop y el diseño de producción de Alex McDowell. Actualmente la película tiene un porcentaje de aprobación de 16% basado en 38 reseñas en Rotten Tomatoes, donde se afirma: "El Cuervo: Ciudad de Ángeles es una imitación descuidada que no captura ni la atmósfera ni la energía de la original". La película ha desarrollado con el tiempo un pequeño estatus de culto.
El cuervo: Ciudad de Ángeles abrió en el número 1 en la taquilla estadounidense y recaudó 9,785.111 dólares en el primer fin de semana, que representaron el 54,6% del total de su recaudación. También fue número 1 en el Reino Unido. Las ganancias fueron de 17,917.287 dólares, y 7.500 millones de dólares en los demás países. El presupuesto era de 13,000.000 de dólares. Si bien la película fue un pequeño éxito, palideció en comparación con los ingresos nacionales de la película anterior, que fueron de $ 50 millones. Como resultado de los mediocres resultados, se puso en duda el futuro de otras secuelas, y El Cuervo: Ciudad de Ángeles fue rápidamente publicada en el circuito de video doméstico.

## El Cuervo Ciudad de Ángeles Segunda Venida
El cuervo Ciudad de Ángeles Segunda Venida es una edición que se lanzó en DVD en diciembre de 2007, mostrando el corte del director oficial. El DVD tiene una duración de 112 minutos y utiliza subtitulado, animaciones y reediciones de escenas con el fin de contar la historia tal como fue concebida originalmente.

## Adaptaciones
El guion fue adaptado en una novela de Chet Williamson, así como en una serie de tres números de cómics publicada por Kitchen Sink Press, dos de ellos con el final original de la historia.
Un videojuego basado en la película también fue producido.

## Secuelas
La saga continuó con otra secuela, The Crow: Salvation protagonizada por Kirsten Dunst y Eric Mabius. Se centra en Alex Corvis, un joven que después del homicidio de su novia es llevado a prisión y ejecutado injustamente y regresa para vengarse. Fue estrenada en el año 2000 directamente a video. 
En 1998 se creó una serie de televisión llamada The Crow: Stairway to Heaven, la cual consta de 1 temporada con 22 capítulos.